# Liste der Landtagswahlkreise in Baden-Württemberg

Landtagswahlkreise in Baden-Württemberg, Einteilung seit 2019

Die Liste der Landtagswahlkreise in Baden-Württemberg listet alle Wahlkreise zur Wahl des Landtags von Baden-Württemberg für die Landtagswahlen 2011, 2016 und 2021 auf.
Der baden-württembergische Landtag besteht aus mindestens 120 Mitgliedern. 70 Mandate werden als Direktmandate in den 70 Wahlkreisen nach relativer Mehrheitswahl vergeben. Weitere Sitze werden als Zweitmandate landesweit im Sainte-Laguë/Schepers-Verfahren auf alle Parteien verteilt, die mindestens 5 % der Stimmen erreicht haben. Danach werden die Sitze jeder Partei – wieder nach Sainte-Laguë/Schepers – auf die vier Regierungsbezirke verteilt. Stehen einer Partei in einem Regierungsbezirk mehr Sitze zu, als sie hier Direktmandate erreicht hat, werden die weiteren Sitze dieser Partei als Zweitmandat innerhalb des Regierungsbezirks in der Reihenfolge der Stimmenanteile in den einzelnen Wahlkreisen des Regierungsbezirks zugeteilt.
Bei der ersten Landtagswahl nach der Neugründung Baden-Württembergs wurde das Land in 74 Wahlkreise eingeteilt. Zur zweiten Wahl 1956 wurde die Zahl auf 70 reduziert. Die nächste Umstrukturierung fand zur Landtagswahl 1976 statt, nachdem es eine Kommunalreform gab. 1992 wurde die Einteilung wieder verändert, da viele Wahlkreise deutlich über oder unter dem landesweiten Schnitt lagen. Dabei verlor Mannheim einen Wahlkreis, den der Rhein-Neckar-Kreis dazugewann (Wiesloch). Weitere Veränderungen des Wahlkreiszuschnitts ergaben sich aus den Änderungen des Landtagswahlgesetzes 2005 und 2010. Die einzige Veränderung 2015 betraf die Aufteilung des Gutsbezirks Münsingen. 2019 wurden zwei Gemeinden vom Wahlkreis Tübingen in den Wahlkreis Balingen verschoben.

## Wahlkreise ab 2010 mit Gebietsbeschreibung
| Nr.                        | Wahlkreis                 | Gebiet | Wahlberechtigte 2021 |
| -------------------------- | ------------------------- | --- | -------------------- |
| Regierungsbezirk Stuttgart |                           | |                      |
| 1                          | Stuttgart I               | Stadtbezirke Stuttgart-Mitte, Stuttgart-Nord, Stuttgart-Süd, Stuttgart-West und Stadtteile Gänsheide und Uhlandshöhe des Stadtbezirks Stuttgart-Ost des Stadtkreises Stuttgart | 98.228               |
| 2                          | Stuttgart II              | Stadtbezirke Birkach, Degerloch, Möhringen, Plieningen, Sillenbuch und Vaihingen des Stadtkreises Stuttgart | 91.940               |
| 3                          | Stuttgart III             | Stadtbezirke Botnang, Feuerbach, Mühlhausen ohne den Stadtteil Neugereut, Münster, Stammheim, Weilimdorf und Zuffenhausen des Stadtkreises Stuttgart | 89.208               |
| 4                          | Stuttgart IV              | Stadtbezirke Stuttgart-Ost ohne Stadtteile Gänsheide und Uhlandshöhe, Bad Cannstatt, Hedelfingen, Obertürkheim, Untertürkheim, Wangen und Stadtteil Neugereut des Stadtbezirks Mühlhausen des Stadtkreises Stuttgart | 91.723               |
| 5                          | Böblingen                 | Gemeinden Altdorf, Böblingen, Ehningen, Gärtringen, Hildrizhausen, Holzgerlingen, Magstadt, Schönaich, Sindelfingen, Steinenbronn, Waldenbuch und Weil im Schönbuch des Landkreises Böblingen | 129.808              |
| 6                          | Leonberg                  | Gemeinden Aidlingen, Bondorf, Deckenpfronn, Gäufelden, Grafenau, Herrenberg, Jettingen, Leonberg, Mötzingen, Nufringen, Renningen, Rutesheim, Weil der Stadt und Weissach des Landkreises Böblingen | 130.289              |
| 7                          | Esslingen                 | Gemeinden Aichwald, Denkendorf, Esslingen am Neckar, Neuhausen auf den Fildern, Ostfildern und Wolfschlugen des Landkreises Esslingen | 111.191              |
| 8                          | Kirchheim                 | Gemeinden Altbach, Baltmannsweiler, Bissingen an der Teck, Deizisau, Dettingen unter Teck, Erkenbrechtsweiler, Hochdorf, Holzmaden, Kirchheim unter Teck, Köngen, Lenningen, Lichtenwald, Neidlingen, Notzingen, Oberboihingen, Ohmden, Owen, Plochingen, Unterensingen, Weilheim an der Teck, Wendlingen am Neckar und Wernau (Neckar) des Landkreises Esslingen | 119.713              |
| 9                          | Nürtingen                 | Gemeinden Aichtal, Altdorf, Altenriet, Bempflingen, Beuren, Filderstadt, Frickenhausen, Großbettlingen, Kohlberg, Leinfelden-Echterdingen, Neckartailfingen, Neckartenzlingen, Neuffen, Nürtingen und Schlaitdorf des Landkreises Esslingen | 124.739              |
| 10                         | Göppingen                 | - Gemeinden Adelberg, Birenbach, Börtlingen, Ebersbach an der Fils, Eislingen/Fils, Göppingen, Rechberghausen, Schlierbach, Uhingen, Wäschenbeuren, und Wangen des Landkreises Göppingen - Gemeinde Reichenbach an der Fils des Landkreises Esslingen | 94.014               |
| 11                         | Geislingen                | Gemeinden Aichelberg, Albershausen, Bad Ditzenbach, Bad Überkingen, Böhmenkirch, Bad Boll, Deggingen, Donzdorf, Drackenstein, Dürnau, Eschenbach, Gammelshausen, Geislingen an der Steige, Gingen an der Fils, Gruibingen, Hattenhofen, Heiningen, Hohenstadt, Kuchen, Lauterstein, Mühlhausen im Täle, Ottenbach, Salach, Schlat, Süßen, Wiesensteig und Zell unter Aichelberg des Landkreises Göppingen | 88.430               |
| 12                         | Ludwigsburg               | Gemeinden Asperg, Kornwestheim, Ludwigsburg, Möglingen, Remseck am Neckar und Tamm des Landkreises Ludwigsburg | 122.745              |
| 13                         | Vaihingen                 | Gemeinden Bönnigheim, Ditzingen, Eberdingen, Gerlingen, Hemmingen, Korntal-Münchingen, Markgröningen, Oberriexingen, Sachsenheim, Schwieberdingen, Sersheim und Vaihingen an der Enz des Landkreises Ludwigsburg | 114.250              |
| 14                         | Bietigheim-Bissingen      | Gemeinden Affalterbach, Benningen am Neckar, Besigheim, Bietigheim-Bissingen, Erdmannhausen, Erligheim, Freiberg am Neckar, Freudental, Gemmrigheim, Großbottwar, Hessigheim, Ingersheim, Kirchheim am Neckar, Löchgau, Marbach am Neckar, Mundelsheim, Murr, Oberstenfeld, Pleidelsheim, Steinheim an der Murr und Walheim des Landkreises Ludwigsburg | 124.862              |
| 15                         | Waiblingen                | Gemeinden Fellbach, Korb, Leutenbach, Schwaikheim, Waiblingen und Winnenden des Rems-Murr-Kreises | 105.445              |
| 16                         | Schorndorf                | Gemeinden Kernen im Remstal, Plüderhausen, Remshalden, Rudersberg, Schorndorf, Urbach, Weinstadt und Winterbach des Rems-Murr-Kreises | 95.490               |
| 17                         | Backnang                  | Gemeinden Alfdorf, Allmersbach im Tal, Althütte, Aspach, Auenwald, Backnang, Berglen (seit 2010), Burgstetten, Großerlach, Kaisersbach, Kirchberg an der Murr, Murrhardt, Oppenweiler, Spiegelberg, Sulzbach an der Murr, Weissach im Tal und Welzheim des Rems-Murr-Kreises | 93.471               |
| 18                         | Heilbronn                 | - Stadtkreis Heilbronn - Gemeinden Flein, Leingarten, Nordheim und Talheim des Landkreises Heilbronn | 99.489               |
| 19                         | Eppingen                  | Gemeinden Abstatt, Bad Rappenau, Beilstein, Brackenheim, Cleebronn, Eppingen, Gemmingen, Güglingen, Ilsfeld, Ittlingen, Kirchardt, Lauffen am Neckar, Massenbachhausen, Neckarwestheim, Pfaffenhofen, Schwaigern, Siegelsbach, Untergruppenbach und Zaberfeld des Landkreises Heilbronn | 105.990              |
| 20                         | Neckarsulm                | Gemeinden Bad Friedrichshall, Bad Wimpfen, Eberstadt, Ellhofen, Erlenbach, Gundelsheim, Hardthausen am Kocher, Jagsthausen, Langenbrettach, Lehrensteinsfeld, Löwenstein, Möckmühl, Neckarsulm, Neudenau, Neuenstadt am Kocher, Obersulm, Oedheim, Offenau, Roigheim, Untereisesheim, Weinsberg, Widdern, und Wüstenrot des Landkreises Heilbronn | 112.091              |
| 21                         | Hohenlohe                 | - Hohenlohekreis - Gemeinden Blaufelden, Braunsbach, Gerabronn, Langenburg, Schrozberg und Untermünkheim des Landkreises Schwäbisch Hall | 98.928               |
| 22                         | Schwäbisch Hall           | Gemeinden Bühlertann, Bühlerzell, Crailsheim, Fichtenau, Fichtenberg, Frankenhardt, Gaildorf, Ilshofen, Kirchberg an der Jagst, Kreßberg, Mainhardt, Michelbach an der Bilz, Michelfeld, Oberrot, Obersontheim, Rosengarten, Rot am See, Satteldorf, Schwäbisch Hall, Stimpfach, Sulzbach-Laufen, Vellberg, Wallhausen und Wolpertshausen des Landkreises Schwäbisch Hall | 125.970              |
| 23                         | Main-Tauber               | Main-Tauber-Kreis | 100.502              |
| 24                         | Heidenheim                | Landkreis Heidenheim | 92.576               |
| 25                         | Schwäbisch Gmünd          | Gemeinden Abtsgmünd, Bartholomä, Böbingen an der Rems, Durlangen, Eschach, Essingen, Göggingen, Gschwend, Heubach, Heuchlingen, Iggingen, Leinzell, Lorch, Mögglingen, Mutlangen, Obergröningen, Ruppertshofen, Schechingen, Schwäbisch Gmünd, Spraitbach, Täferrot und Waldstetten des Ostalbkreises | 108.098              |
| 26                         | Aalen                     | Gemeinden Aalen, Adelmannsfelden, Bopfingen, Ellenberg, Ellwangen (Jagst), Hüttlingen, Jagstzell, Kirchheim am Ries, Lauchheim, Neresheim, Neuler, Oberkochen, Rainau, Riesbürg, Rosenberg, Stödtlen, Tannhausen, Unterschneidheim, Westhausen und Wört des Ostalbkreises | 122.157              |
| Regierungsbezirk Karlsruhe |                           | |                      |
| 27                         | Karlsruhe I               | Stadtteile Beiertheim-Bulach, Durlach-Aue, Grötzingen, Grünwettersbach, Hagsfeld, Hohenwettersbach, Innenstadt-Ost, Oststadt, Palmbach, Rintheim, Rüppurr, Stupferich, Südstadt, Waldstadt, Weiherfeld-Dammerstock und Wolfartsweier des Stadtkreises Karlsruhe | 103.423              |
| 28                         | Karlsruhe II              | Stadtteile Daxlanden, Grünwinkel, Innenstadt-West, Knielingen, Mühlburg, Neureut, Nordstadt, Nordweststadt, Oberreut, Südweststadt und Weststadt des Stadtkreises Karlsruhe | 101.847              |
| 29                         | Bruchsal                  | Gemeinden Bad Schönborn, Bruchsal, Forst, Hambrücken, Karlsdorf-Neuthard, Kronau, Oberhausen-Rheinhausen, Östringen, Philippsburg, Ubstadt-Weiher und Waghäusel des Landkreises Karlsruhe | 112.897              |
| 30                         | Bretten                   | Gemeinden Bretten, Dettenheim, Eggenstein-Leopoldshafen, Gondelsheim, Graben-Neudorf, Kraichtal, Kürnbach, Linkenheim-Hochstetten, Oberderdingen, Stutensee, Sulzfeld, Walzbachtal, Weingarten (Baden) und Zaisenhausen des Landkreises Karlsruhe | 114.197              |
| 31                         | Ettlingen                 | Gemeinden Ettlingen, Karlsbad, Malsch, Marxzell, Pfinztal, Rheinstetten und Waldbronn des Landkreises Karlsruhe | 94.043               |
| 32                         | Rastatt                   | Gemeinden Au am Rhein, Bietigheim, Bischweier, Durmersheim, Elchesheim-Illingen, Forbach, Gaggenau, Gernsbach, Iffezheim, Kuppenheim, Loffenau, Muggensturm, Ötigheim, Rastatt, Steinmauern und Weisenbach des Landkreises Rastatt | 113.287              |
| 33                         | Baden-Baden               | - Stadtkreis Baden-Baden - Gemeinden Bühl, Bühlertal, Hügelsheim, Lichtenau, Ottersweier, Rheinmünster und Sinzheim des Landkreises Rastatt | 90.818               |
| 34                         | Heidelberg                | Stadtkreis Heidelberg | 98.968               |
| 35                         | Mannheim I                | Stadtbezirke Käfertal, Neckarstadt-Ost/Wohlgelegen, Neckarstadt-West, Sandhofen, Schönau, Vogelstang, Waldhof und Wallstadt des Stadtkreises Mannheim | 91.398               |
| 36                         | Mannheim II               | Stadtbezirke Feudenheim, Friedrichsfeld, Innenstadt/Jungbusch, Lindenhof, Neckarau, Neuostheim/Neuhermsheim, Rheinau, Schwetzingerstadt/Oststadt und Seckenheim des Stadtkreises Mannheim | 104.562              |
| 37                         | Wiesloch                  | Gemeinden Dielheim, Leimen, Malsch, Mühlhausen, Nußloch, Rauenberg, Sandhausen, St. Leon-Rot, Walldorf und Wiesloch des Rhein-Neckar-Kreises | 99.366               |
| 38                         | Neckar-Odenwald           | Neckar-Odenwald-Kreis | 107.925              |
| 39                         | Weinheim                  | Gemeinden Dossenheim, Edingen-Neckarhausen, Heddesheim, Hemsbach, Hirschberg an der Bergstraße, Ilvesheim, Ladenburg, Laudenbach, Schriesheim und Weinheim des Rhein-Neckar-Kreises | 107.170              |
| 40                         | Schwetzingen              | Gemeinden Altlußheim, Brühl, Eppelheim, Hockenheim, Ketsch, Neulußheim, Oftersheim, Plankstadt, Reilingen und Schwetzingen des Rhein-Neckar-Kreises | 92.364               |
| 41                         | Sinsheim                  | Gemeinden Angelbachtal, Bammental, Eberbach, Epfenbach, Eschelbronn, Gaiberg, Heddesbach, Heiligkreuzsteinach, Helmstadt-Bargen, Lobbach, Mauer, Meckesheim, Neckarbischofsheim, Neckargemünd, Neidenstein, Reichartshausen, Schönau, Schönbrunn, Sinsheim, Spechbach, Waibstadt, Wiesenbach, Wilhelmsfeld und Zuzenhausen des Rhein-Neckar-Kreises | 96.488               |
| 42                         | Pforzheim                 | - Stadtkreis Pforzheim - Gemeinden Birkenfeld, Engelsbrand, Ispringen und Kieselbronn des Enzkreises | 91.744               |
| 43                         | Calw                      | Landkreis Calw | 111.854              |
| 44                         | Enz                       | Gemeinden Eisingen, Friolzheim, Heimsheim, Illingen, Kämpfelbach, Keltern, Knittlingen, Königsbach-Stein, Maulbronn, Mönsheim, Mühlacker, Neuenbürg, Neuhausen, Neulingen, Niefern-Öschelbronn, Ölbronn-Dürrn, Ötisheim, Remchingen, Sternenfels, Straubenhardt, Tiefenbronn, Wiernsheim, Wimsheim und Wurmberg des Enzkreises | 124.894              |
| 45                         | Freudenstadt              | Landkreis Freudenstadt | 86.150               |
| Regierungsbezirk Freiburg  |                           | |                      |
| 46                         | Freiburg I                | - Stadtteile Altstadt, Ebnet, Günterstal, Herdern, Kappel, Littenweiler, Mittelwiehre, Neuburg, Oberau, Oberwiehre und Waldsee des Stadtkreises Freiburg - Gemeinden Breitnau, Buchenbach, Eisenbach (Hochschwarzwald), Feldberg (Schwarzwald), Friedenweiler, Glottertal, Gundelfingen, Heuweiler, Hinterzarten, Kirchzarten, Lenzkirch, Löffingen, Oberried, St. Märgen, St. Peter, Schluchsee, Stegen und Titisee-Neustadt des Landkreises Breisgau-Hochschwarzwald - Gemeinden Bernau im Schwarzwald, Bonndorf im Schwarzwald, Dachsberg (Südschwarzwald), Grafenhausen, Häusern, Höchenschwand, Ibach, St. Blasien, Todtmoos, Ühlingen-Birkendorf und Wutach des Landkreises Waldshut | 125.235              |
| 47                         | Freiburg II               | - Stadtteile Betzenhausen, Brühl, Haslach, Hochdorf, Landwasser, Lehen, Mooswald, Munzingen, Opfingen, Rieselfeld, Sankt Georgen, Stühlinger, Tiengen, Unterwiehre, Vauban, Waltershofen, Weingarten und Zähringen des Stadtkreises Freiburg - Gemeinden Gottenheim, March, Schallstadt und Umkirch des Landkreises Breisgau-Hochschwarzwald | 125.819              |
| 48                         | Breisgau                  | - Gemeinden Au, Auggen, Bad Krozingen, Badenweiler, Ballrechten-Dottingen, Bötzingen, Bollschweil, Breisach am Rhein, Buggingen, Ebringen, Ehrenkirchen, Eichstetten am Kaiserstuhl, Eschbach, Hartheim, Heitersheim, Horben, Ihringen, Merdingen, Merzhausen, Müllheim im Markgräflerland, Münstertal/Schwarzwald, Neuenburg am Rhein, Pfaffenweiler, Sölden, Staufen im Breisgau, Sulzburg, Vogtsburg im Kaiserstuhl und Wittnau des Landkreises Breisgau-Hochschwarzwald - Gemeinden Kandern, Malsburg-Marzell, und Schliengen des Landkreises Lörrach | 128.592              |
| 49                         | Emmendingen               | Landkreis Emmendingen | 123.105              |
| 50                         | Lahr                      | Gemeinden Ettenheim, Fischerbach, Friesenheim, Gutach (Schwarzwaldbahn), Haslach im Kinzigtal, Hausach, Hofstetten, Hornberg, Kappel-Grafenhausen, Kippenheim, Lahr/Schwarzwald, Mahlberg, Meißenheim, Mühlenbach, Oberwolfach, Ringsheim, Rust, Schuttertal, Schwanau, Seelbach, Steinach und Wolfach des Ortenaukreises | 109.718              |
| 51                         | Offenburg                 | Gemeinden Bad Peterstal-Griesbach, Berghaupten, Biberach, Durbach, Gengenbach, Hohberg, Neuried, Nordrach, Oberharmersbach, Offenburg, Ohlsbach, Oppenau, Ortenberg, Schutterwald und Zell am Harmersbach des Ortenaukreises | 99.374               |
| 52                         | Kehl                      | Gemeinden Achern, Appenweier, Kappelrodeck, Kehl, Lauf, Lautenbach, Oberkirch, Ottenhöfen im Schwarzwald, Renchen, Rheinau, Sasbach, Sasbachwalden, Seebach und Willstätt des Ortenaukreises | 105.368              |
| 53                         | Rottweil                  | Landkreis Rottweil | 102.197              |
| 54                         | Villingen-Schwenningen    | Gemeinden Bad Dürrheim, Bräunlingen, Brigachtal, Dauchingen, Furtwangen im Schwarzwald, Gütenbach, Königsfeld im Schwarzwald, Mönchweiler, Niedereschach, St. Georgen im Schwarzwald, Schönwald im Schwarzwald, Schonach im Schwarzwald, Triberg im Schwarzwald, Tuningen, Unterkirnach, Villingen-Schwenningen und Vöhrenbach des Schwarzwald-Baar-Kreises | 118.883              |
| 55                         | Tuttlingen-Donaueschingen | - Landkreis Tuttlingen - Gemeinden Blumberg, Donaueschingen und Hüfingen des Schwarzwald-Baar-Kreises | 123.424              |
| 56                         | Konstanz                  | Gemeinden Allensbach, Gaienhofen, Konstanz, Moos, Öhningen, Radolfzell am Bodensee und Reichenau des Landkreises Konstanz | 101.238              |
| 57                         | Singen                    | Gemeinden Aach, Bodman-Ludwigshafen, Büsingen am Hochrhein, Eigeltingen, Engen, Gailingen am Hochrhein, Gottmadingen, Hilzingen, Hohenfels, Mühlhausen-Ehingen, Mühlingen, Orsingen-Nenzingen, Rielasingen-Worblingen, Singen (Hohentwiel), Steißlingen, Stockach, Tengen und Volkertshausen des Landkreises Konstanz | 101.317              |
| 58                         | Lörrach                   | Gemeinden Aitern, Bad Bellingen, Binzen, Böllen, Efringen-Kirchen, Eimeldingen, Fischingen, Fröhnd, Grenzach-Wyhlen, Häg-Ehrsberg, Hasel, Hausen im Wiesental, Inzlingen, Kleines Wiesental, Lörrach, Maulburg, Rümmingen, Schallbach, Schönau im Schwarzwald, Schönenberg, Schopfheim, Steinen, Todtnau, Tunau, Utzenfeld, Weil am Rhein, Wembach, Wieden, Wittlingen und Zell im Wiesental des Landkreises Lörrach | 123.417              |
| 59                         | Waldshut                  | - Gemeinden Albbruck, Bad Säckingen, Dettighofen, Dogern, Eggingen, Görwihl, Herrischried, Hohentengen am Hochrhein, Jestetten, Klettgau, Küssaberg, Lauchringen, Laufenburg (Baden), Lottstetten, Murg, Rickenbach, Stühlingen, Waldshut-Tiengen, Wehr, Weilheim und Wutöschingen des Landkreises Waldshut - Gemeinden Rheinfelden (Baden) und Schwörstadt des Landkreises Lörrach | 121.361              |
| Regierungsbezirk Tübingen  |                           | |                      |
| 60                         | Reutlingen                | - Gemeinden Pfullingen, Pliezhausen, Reutlingen, Walddorfhäslach und Wannweil des Landkreises Reutlingen - Gemeinden Dußlingen, Gomaringen, Kirchentellinsfurt, Kusterdingen und Nehren des Landkreises Tübingen | 128.012              |
| 61                         | Hechingen-Münsingen       | - Gemeinden Bad Urach, Dettingen an der Erms, Engstingen, Eningen unter Achalm, Gomadingen, Grabenstetten, Grafenberg, Hayingen, Hohenstein, Hülben, Lichtenstein, Mehrstetten, Metzingen, Münsingen einschließlich gemeindefreiem Gutsbezirk, Pfronstetten, Riederich, Römerstein, St. Johann, Sonnenbühl, Trochtelfingen und Zwiefalten des Landkreises Reutlingen - Gemeinden Burladingen, Hechingen und Jungingen des Zollernalbkreises | 118.234              |
| 62                         | Tübingen                  | - Gemeinden Ammerbuch, Bodelshausen, Dettenhausen, Mössingen, Neustetten, Ofterdingen, Rottenburg am Neckar und Tübingen des Landkreises Tübingen | 131.269              |
| 63                         | Balingen                  | - Gemeinden Albstadt, Balingen, Bisingen, Bitz, Dautmergen, Dormettingen, Dotternhausen, Geislingen, Grosselfingen, Haigerloch, Hausen am Tann, Meßstetten, Nusplingen, Obernheim, Rangendingen, Ratshausen, Rosenfeld, Schömberg, Straßberg, Weilen unter den Rinnen, Winterlingen und Zimmern unter der Burg des Zollernalbkreises - Gemeinden Hirrlingen und Starzach des Landkreises Tübingen | 119.638              |
| 64                         | Ulm                       | - Stadtkreis Ulm - Gemeinden Balzheim, Blaustein, Dietenheim, Erbach, Hüttisheim, Illerkirchberg, Illerrieden, Schnürpflingen und Staig des Alb-Donau-Kreises | 120.233              |
| 65                         | Ehingen                   | Gemeinden Allmendingen, Altheim, Altheim (Alb), Amstetten, Asselfingen, Ballendorf, Beimerstetten, Berghülen, Bernstadt, Blaubeuren, Börslingen, Breitingen, Dornstadt, Ehingen (Donau), Emeringen, Emerkingen, Griesingen, Grundsheim, Hausen am Bussen, Heroldstatt, Holzkirch, Laichingen, Langenau, Lauterach, Lonsee, Merklingen, Munderkingen, Neenstetten, Nellingen, Nerenstetten, Oberdischingen, Obermarchtal, Oberstadion, Öllingen, Öpfingen, Rammingen, Rechtenstein, Rottenacker, Schelklingen, Setzingen, Untermarchtal, Unterstadion, Unterwachingen, Weidenstetten, Westerheim und Westerstetten des Alb-Donau-Kreises                                                    | 101.723              |
| 66                         | Biberach                  | Gemeinden Achstetten, Alleshausen, Allmannsweiler, Altheim, Attenweiler, Bad Buchau, Bad Schussenried, Betzenweiler, Biberach an der Riß, Burgrieden, Dürmentingen, Dürnau, Eberhardzell, Erlenmoos, Ertingen, Gutenzell-Hürbel, Hochdorf, Ingoldingen, Kanzach, Langenenslingen, Laupheim, Maselheim, Mietingen, Mittelbiberach, Moosburg, Ochsenhausen, Oggelshausen, Riedlingen, Schemmerhofen, Schwendi, Seekirch, Steinhausen an der Rottum, Tiefenbach, Ummendorf, Unlingen, Uttenweiler, Wain und Warthausen des Landkreises Biberach | 130.761              |
| 67                         | Bodensee                  | Gemeinden Bermatingen, Daisendorf, Deggenhausertal, Eriskirch, Frickingen, Friedrichshafen, Hagnau am Bodensee, Heiligenberg, Immenstaad am Bodensee, Kressbronn am Bodensee, Langenargen, Markdorf, Meersburg, Oberteuringen, Owingen, Salem, Sipplingen, Stetten, Überlingen und Uhldingen-Mühlhofen des Bodenseekreises | 130.185              |
| 68                         | Wangen                    | - Gemeinden Achberg, Aichstetten, Aitrach, Amtzell, Argenbühl, Aulendorf, Bad Waldsee, Bad Wurzach, Bergatreute, Isny im Allgäu, Kißlegg, Leutkirch im Allgäu, Vogt, Wangen im Allgäu und Wolfegg des Landkreises Ravensburg - Gemeinden Berkheim, Dettingen an der Iller, Erolzheim, Kirchberg an der Iller, Kirchdorf an der Iller, Rot an der Rot und Tannheim des Landkreises Biberach | 125.021              |
| 69                         | Ravensburg                | - Gemeinden Altshausen, Baienfurt, Baindt, Berg, Bodnegg, Boms, Ebenweiler, Ebersbach-Musbach, Eichstegen, Fleischwangen, Fronreute, Grünkraut, Guggenhausen, Horgenzell, Hoßkirch, Königseggwald, Ravensburg, Riedhausen, Schlier, Unterwaldhausen, Waldburg, Weingarten, Wilhelmsdorf und Wolpertswende des Landkreises Ravensburg - Gemeinden Meckenbeuren, Neukirch und Tettnang des Bodenseekreises | 125.888              |
| 70                         | Sigmaringen               | Landkreis Sigmaringen | 96.285               |